# 几何学家列表
几何学家是研究几何学的数学家。
下表列出了一些重要几何学家和他们的主要研究领域，按出生时间顺序排列如下：

## 公元前 1000年–1年
更多資料：幾何學發展史
- Baudhayana（英语：Baudhayana sutras） (fl. c. 800 BC) —— 欧几里得几何，代数几何
- 泰勒斯 (c. 624 BC – c. 546 BC) —— 欧几里得几何
- 毕达哥拉斯 (c. 570 BC – c. 496 BC) —— 欧几里得几何，毕达哥拉斯定理
- 埃利亚的芝诺 (c. 490 BC – c. 430 BC) —— 欧几里得几何
- Hippocrates of Chios（英语：Hippocrates of Chios） (c. 470 BC – c. 410 BC) —— 第一个系统性的整理Stoicheia元素（几何教材）
- 墨子 (c. 468 BC – c. 391 BC)
- 柏拉图 (c. 427 BC – c. 347 BC)
- 泰阿泰德 (c. 417 BC – c. 369 BC)
- 奥托里库斯 (皮塔内) (c. 360 BC – c. 290 BC) —— 天文学，球面几何
- 欧几里得 (c. 325 BC – c. 265 BC) —— 几何原本，欧几里得几何（有时被称为“几何学之父”）
- 阿基米德 (c. 287 BC – c. 212 BC) —— 欧几里得几何
- 埃拉托斯特尼 (c. 276 BC – c. 194 BC) —— 欧几里得几何，天文学
- 阿波罗尼奥斯 (c. 262 BC – c. 190 BC) —— 欧几里得几何，圆锥曲线
- Kātyāyana（英语：Kātyāyana） (c. 3rd century BC) —— 欧几里得几何
- 阿帕斯檀跋 —— 欧几里得几何，代数几何

| 泰勒斯 | 毕达哥拉斯 | 墨子     | 埃利亚的芝诺 |
| 柏拉图 | 欧几里得   | 阿基米德 | 埃拉托斯特尼 |

## 公元 1年–1300年
| 希罗      | 希帕提婭      | Vergilius |
| 阿布·瓦法 | 欧玛尔·海亚姆 | Ibn Maḍāʾ |

- 希罗 (c. AD 10 – c. 75) —— 欧几里得几何
- 帕普斯 (c. 290 – c. 350) —— 欧几里得几何，射影几何
- 希帕提婭 (c. 355或370 – 415) —— 欧几里得几何
- 婆羅摩笈多 (598 – 670) —— 欧几里得几何，圆内接四边形
- Vergilius of Salzburg（英语：Vergilius of Salzburg） (c. 700 – 784) —— 奥地利萨尔茨堡的爱尔兰主教；对跖点和天文学
- 塔別脫·本·科拉 (826 – 901) —— 非欧几里得几何，解析几何，圆锥曲线
- 阿布·瓦法 (940 – 998) —— 球面幾何學，非欧几里得几何
- 海什木 (965 – 1039)
- 欧玛尔·海亚姆 (1048 – 1131) —— 代数几何，圆锥曲线
- Ibn Maḍāʾ（英语：Ibn Maḍāʾ） (1116 – 1196)

## 公元 1301年–1800年
| 列奥纳多·达·芬奇    | 约翰内斯·开普勒 | 吉拉德·笛沙格     |
| 勒内·笛卡儿         | 布莱兹·帕斯卡   | 艾萨克·牛顿       |
| 萊昂哈德·歐拉       | 卡爾·高斯       | 奥古斯特·莫比乌斯 |
| 尼古拉·罗巴切夫斯基 | 约翰·普莱费尔   | Jakob Steiner     |

- 皮耶罗·德拉·弗朗切斯卡 (1415–1492)
- 列奥纳多·达·芬奇 (1452–1519) —— 欧几里得几何
- 约翰内斯·开普勒 (1571–1630) —— 將几何思想运用到天文学中
- 吉拉德·笛沙格 (1591–1661) —— 射影几何；笛沙格定理
- 勒内·笛卡儿 (1596–1650) —— 发明解析几何方法
- 布莱兹·帕斯卡 (1623–1662) —— 射影几何
- 艾萨克·牛顿 (1642–1727) —— 三度代數曲線
- 喬瓦尼·塞瓦 (1647－1734) —— 欧几里得几何
- 萊昂哈德·歐拉 (1707–1783)
- 加斯帕尔·蒙日 (1746–1818) —— 画法几何
- 约翰·普莱费尔 (1748–1819) —— 欧几里得几何
- 卡爾·弗里德里希·高斯 (1777–1855) —— 絕妙定理
- 西莫恩·德尼·泊松 (1781–1840)
- 让-维克托·彭赛列 (1788–1867) —— 射影几何
- 奥古斯特·费迪南德·莫比乌斯 (1790–1868)  —— 欧几里得几何
- 尼古拉·罗巴切夫斯基 (1792–1856)  —— 非欧几里得几何
- Jakob Steiner（英语：Jakob Steiner） (1796–1863) —— 综合几何方法之王，射影几何，欧几里得几何
- 卡尔·威廉·费尔巴哈 (1800–1834) —— 欧几里得几何

## 公元 1801年–1900年
| 尤利乌斯·普吕克   | 阿瑟·凱萊       | 波恩哈德·黎曼        |
| 理查德·戴德金     | Max Noether     | 菲利克斯·克莱因      |
| 儒勒·昂利·庞加莱  | Evgraf Fedorov  | 艾麗西亞·布爾·斯托特 |
| 阿尔伯特·爱因斯坦 | 巴克敏斯特·富勒 | 莫里茲·柯尼利斯·艾雪 |

- 尤利乌斯·普吕克 (1801–1868)
- 鲍耶·亚诺什 (1802–1860) —— 双曲几何，非欧几里得几何
- Pierre Ossian Bonnet（英语：Pierre Ossian Bonnet） (1819–1892) —— 微分几何
- 阿瑟·凱萊 (1821–1895)
- Delfino Codazzi（英语：Delfino Codazzi） (1824–1873) —— 微分几何
- 波恩哈德·黎曼 (1826–1866) —— 非欧几里得几何
- 理查德·戴德金 (1831–1916)
- Ludwig Burmester（英语：Ludwig Burmester） (1840–1927)
- 阿尔伯特·维克多·巴克隆德 (1845–1922) —— 巴克隆德变换
- Henri Brocard（英语：Henri Brocard） (1845–1922) —— 布罗卡点
- 菲利克斯·克莱因 (1849–1925)
- 索菲婭·瓦西里耶夫娜·柯瓦列夫斯卡婭 (1850–1891)
- 儒勒·昂利·庞加莱 (1854–1912)
- 路易吉·比安基 (1856–1928) —— 微分几何
- 赫尔曼·闵可夫斯基 (1864–1909) —— 非欧几里得几何
- 亨利·弗雷德里克·贝克 (1866–1956) —— 代数几何
- 埃利·嘉当 (1869–1951)
- Raoul Bricard（英语：Raoul Bricard） (1870–1943)  —— 画法几何
- 阿尔伯特·爱因斯坦 (1879–1955)  —— 非欧几里得几何
- 奧斯瓦爾德·維布倫 (1880–1960) —— 射影几何，微分几何
- 埃米·诺特 (1882–1935) —— 代数拓扑
- 巴克敏斯特·富勒 (1895–1983) —— 建筑师
- 莫里茲·柯尼利斯·艾雪 (1898–1972) —— 广泛使用几何思想的艺术家

## 公元 1901年–现在
| H. S. M. Coxeter | Ernst Witt        | 本華·曼德博       |
| Branko Grünbaum  | 迈克尔·阿蒂亚     | 約翰·何頓·康威    |
| William Thurston | 米哈伊尔·格罗莫夫 | George W. Hart    |
| 丘成桐           | Károly Bezdek     | 格里戈里·佩雷尔曼 |

- 安德烈·韦伊 (1906–1998) —— 代数几何
- 哈罗德·斯科特·麦克唐纳·考克斯特 (1907–2003) —— 多胞形的理论，非欧几里得几何， 射影几何
- 陈省身 (1911–2004) —— 微分几何
- 让-路易·科斯居尔 (1921–)
- 本華·曼德博 (1924–2010) —— 分形几何
- 野水克己 (1924–2008) —— 仿射微分几何（英语：affine differential geometry）
- 约翰·米尔诺 (1931–)
- 羅傑·潘洛斯 (1931–)
- 弗拉基米爾·阿諾爾德 (1937–2010) —— 代数几何
- 約翰·何頓·康威 (1937–2020) —— 填球问题，趣味几何
- 理查德·哈密顿 (1943–) —— 微分几何，里奇流，庞加莱猜想
- 米哈伊尔·格罗莫夫 (1943–) —— 黎曼幾何，辛幾何，代數拓撲學
- 丘成桐 (1949–)
- George W. Hart (1955–) —— 雕刻家
- Károly Bezdek (1955–) —— 离散几何，填球问题，欧几里得几何，非欧几里得几何
- 格里戈里·佩雷尔曼 (1966–) —— 黎曼幾何，幾何拓撲學，龐加萊猜想

## 数学家(尚未按年代分类)
- 當德蘭·皮埃爾·丹德林（Germinal Pierre Dandelin）—— 圆锥曲线中的丹德林球
- Joseph Diaz Gergonne —— 射影几何；热尔岗点
- 菲利普·A·格里菲瑟茨 —— 代数几何，微分几何
- Branko Grünbaum —— 离散几何
- Robin Hartshorne —— 所有几何学，代数几何
- 威廉·瓦伦斯·道格拉斯·霍奇
- Jyesthadeva —— 欧几里得几何，圆内接四边形
- Philippe de La Hire —— 射影几何
- Manava —— 欧几里得几何
- Christian Heinrich von Nagel —— 欧几里得几何
- Max Noether —— 代数几何
- Daniel Pedoe
- Tobias Mayer
- Giovanni Gerolamo Saccheri —— 非欧几里得几何
- 奧斯瓦爾德·維布倫 —— 射影几何，微分几何
- 威廉·瑟斯顿

## 艺术作品中的几何学家
| 上帝是世界的設計師，1220–1230年，Bible moralisée | 开普勒的太陽系中行星的空間分布（以正多面體模型表示），1596年，Mysterium Cosmographicum | 亙古常在者，威廉·布萊克繪，1794年；神話人物Urizen手持巨大圓規，象徵自然界的規律。 | 牛頓（畫），威廉·布萊克繪，1795年；在這幅畫裡，牛頓被貶為一個“神職幾何學者”。 |

## 参看
1. ↑  . William Blake Archive. September 25, 2013  [2016-11-08]. （原始内容存档于2013-09-27）.